# Chaetodipus arenarius
Espèce
Statut de conservation UICN

 LC  : Préoccupation mineure
Chaetodipus arenarius est une espèce de rongeurs de la famille des Heteromyidae. Ce sont des souris à poches, c'est-à-dire à larges abajoues, et à poil dur. Cet animal est endémique du Mexique.
Cette espèce a été décrite pour la première fois en 1894 par un zoologiste américain, Clinton Hart Merriam (1855-1942).

## Liste des sous-espèces
Selon Mammal Species of the World (version 3, 2005)  (26 nov. 2012) :
- sous-espèce Chaetodipus arenarius albescens
- sous-espèce Chaetodipus arenarius albulus
- sous-espèce Chaetodipus arenarius ambiguus
- sous-espèce Chaetodipus arenarius ammophilus
- sous-espèce Chaetodipus arenarius arenarius
- sous-espèce Chaetodipus arenarius helleri
- sous-espèce Chaetodipus arenarius mexicalis
- sous-espèce Chaetodipus arenarius paralios
- sous-espèce Chaetodipus arenarius sabulosus
- sous-espèce Chaetodipus arenarius siccus
- sous-espèce Chaetodipus arenarius sublucidus

Selon NCBI (26 nov. 2012) :
- sous-espèce Chaetodipus arenarius siccus